# Оранжевогърда тангара
Оранжевогърдата тангара (Tangara desmaresti) е вид птица от семейство Тангарови (Thraupidae).

## Разпространение
Видът е разпространен в Бразилия.